# ETA10
ETA10 — серия векторных суперкомпьютеров, разработанных и продававшихся компанией ETA Systems — самостоятельным филиалом компании Control Data Corporation (CDC). Суперкомпьютеры ETA10 были представлены на рынке в 1986 году, а первые поставки осуществлены в начале 1987 года. Система являлась развитием компьютеров CDC Cyber 205, которые в свою очередь берут своё начало от суперкомпьютера CDC STAR-100, созданного в начале 1970-х годов.
В апреле 1989 года ETA Systems была включена в состав компании CDC и прекратила своё существование и производство суперкомпьютеров. Многие покупатели ETA10 обменяли свои компьютеры на продукцию компании Cray Research.
Факты: символ и название данной серии используются вымышленной мобильной оперативной группой Эта-10 из вымышленной организации SCP.

## История
ETA Systems выделилась из CDC в 1983 году с целью создать 10 ГФлопс компьютер к 1986 году и разработать чипы для суперкомпьютеров с длительностью такта менее 10 нс.

## Продукция
Единственным продуктом ETA был суперкомпьютер ETA-10. Он представлял собой модифицированный вариант суперкомпьютера CDC Cyber-205 и оставался совместимым с ним. Как и другие аппараты из серии Cyber, в ETA-10 не использовались векторные регистры и блоки (в отличие от машин Cray), а применялись конвейеризованные операции к памяти и оперативная память с высокой пропускной способностью. Использовалось до 8 процессоров общего назначения, имевших доступ к общей памяти, и до 16 сопроцессоров ввода-вывода. Каждый процессор исполнял в такт до 4 операций над числами двойной точности или до 8 над числами одинарной точности.
Среди 4 моделей ETA-10, в двух (ETA-10E и ETA-10G) для увеличения скорости использовалась системы жидкостного охлаждения логических схем с применением жидкого азота. За счет подобного криогенного охлаждения КМОП-схем достигалась длительность такта примерно в 7 наносекунд (тактовая частота порядка 140 МГц). Полная система ETA-10 могла достичь таким образом производительности более 9.1 GFLOPS.
Более дешевым вариантом были системы с воздушным охлаждением: двухпроцессорный ETA10-Q (19 нс) и ETA10-P ("Piper").
Планировалась модель ETA-30 на 30 Гфлопс.
Компанией было поставлено 7 систем с охлаждением на жидком азоте и 27 систем с воздушным охлаждением.

## Программное обеспечение
Использовалась собственная ОС ETA под названием EOS, был доступен вариант UNIX System V (Release 3).